# Cirolana sinu
Cirolana sinu är en kräftdjursart som först beskrevs av Brian Frederick Kensley och Marilyn Schotte 1994.  Cirolana sinu ingår i släktet Cirolana, och familjen Cirolanidae. Inga underarter finns listade.